# Botswana hívójelkörzetei
Botswana jelenleg (2024) nincs felosztva hívójelkörzetekre.
Botswana számára az ITU a 8O, A2 hívójelprefixet határozta meg.
| Prefix | Körzet | Hely/jelleg | ITU zóna | CQ zóna | 1 szintű QTH lokátor |
| ------ | ------ | ----------- | -------- | ------- | -------------------- |
| 8O     | [0..9] | Botswana    | 57       | 38      | KH, KG               |
| A2     | [0..9] | Botswana    | 57       | 38      | KH, KG               |

## Lajstromjel
Vízi és légi járművek lajstromjelezéséhez az A2 prefixet használják.